# Virtute ostentativă
Expresia virtute ostentativă (în engleză virtue signalling, franceză vertu ostentatoire, „semnalare de virtute”, „lăudăroșie morală”, „a semnala virtute”) este un termen peiorativ pentru actul de a arăta că ai un caracter bun, de exemplu, prin exprimarea unor opinii considerate acceptabile din punct de vedere moral, adesea pe rețelele de socializare. Termenul este adesea folosit pentru a sugera că astfel de expresii sunt nesincere.

## Istorie
David Shariatmadari scrie în The Guardian că termenul a fost folosit cel puțin din 2004, apărând de exemplu în lucrări academice religioase în 2010  și 2012. Nassim Nicholas Taleb citează Matei 6:1–4 ca exemplu de „virtute ostentativă” fiind condamnată ca viciu în antichitate („Fiți atenți să nu vă îndepliniți dreptatea voastră înaintea oamenilor, ca să fiți văzuți de ei! Altfel, nu aveți nicio răsplată de la Tatăl vostru Care este în Ceruri!”).

Jurnalistul britanic James Bartholomew susține că a dat naștere utilizării peiorative a termenului „virtute ostentativă”, într-un articol din 2015 din Spectator. Formularea sa din 2015 a descris virtutea ostentativă ca o lăudăroșenie goală:
De fapt, nimeni nu trebuie să facă nimic. Virtutea vine din simple cuvinte sau chiar din convingeri păstrate în tăcere. A existat o perioadă în trecutul îndepărtat când oamenii credeau că poți fi virtuos doar prin a face lucruri...[care] implică efort și sacrificiu de sine.

## Exemple
Virtutea ostentativă poate încorpora unele sau toate elementele aflate în corectitudinea politică, judecatism și superioritate morală. Articolul original al lui Bartholomew descrie virtutea ostentativă ca fiind un act public cu impact minim menit să îi informeze pe alții în legătură cu alinierea personală acceptabilă din punct de vedere social cu privire la o problemă.

### Politică
Anumiți politicieni organizează sau participă la evenimente caritabile, asigurându-se că mass-media este prezentă pentru a documenta aceste acțiuni. Scopul principal este de a-și îmbunătăți imaginea publică, nu neapărat de a ajuta efectiv comunitatea. Un exemplu este acela al primarului Clujului, Emil Boc, el chemând echipe de cameramani pentru a filma cum dă de câteva ori cu lopata, cu pretextul de a ajuta militarii la deszăpeziri, nesemnificativ, iar după ce dă de câteva ori mâna cu aceștia, el pleacă. Prin această acțiune el demonstrează perfect virtutea ostentativă.